# Eta Scorpii
Eta Scorpii ( Scorpii) é uma estrela na direção da constelação de Scorpius. Possui uma ascensão reta de 17h 12m 09.18s e uma declinação de −43° 14′ 18.6″. Sua magnitude aparente é igual a 3.32. Considerando sua distância de 72 anos-luz em relação à Terra, sua magnitude absoluta é igual a 1.61. Pertence à classe espectral F3p.